# Ommegang (Westrozebeke)

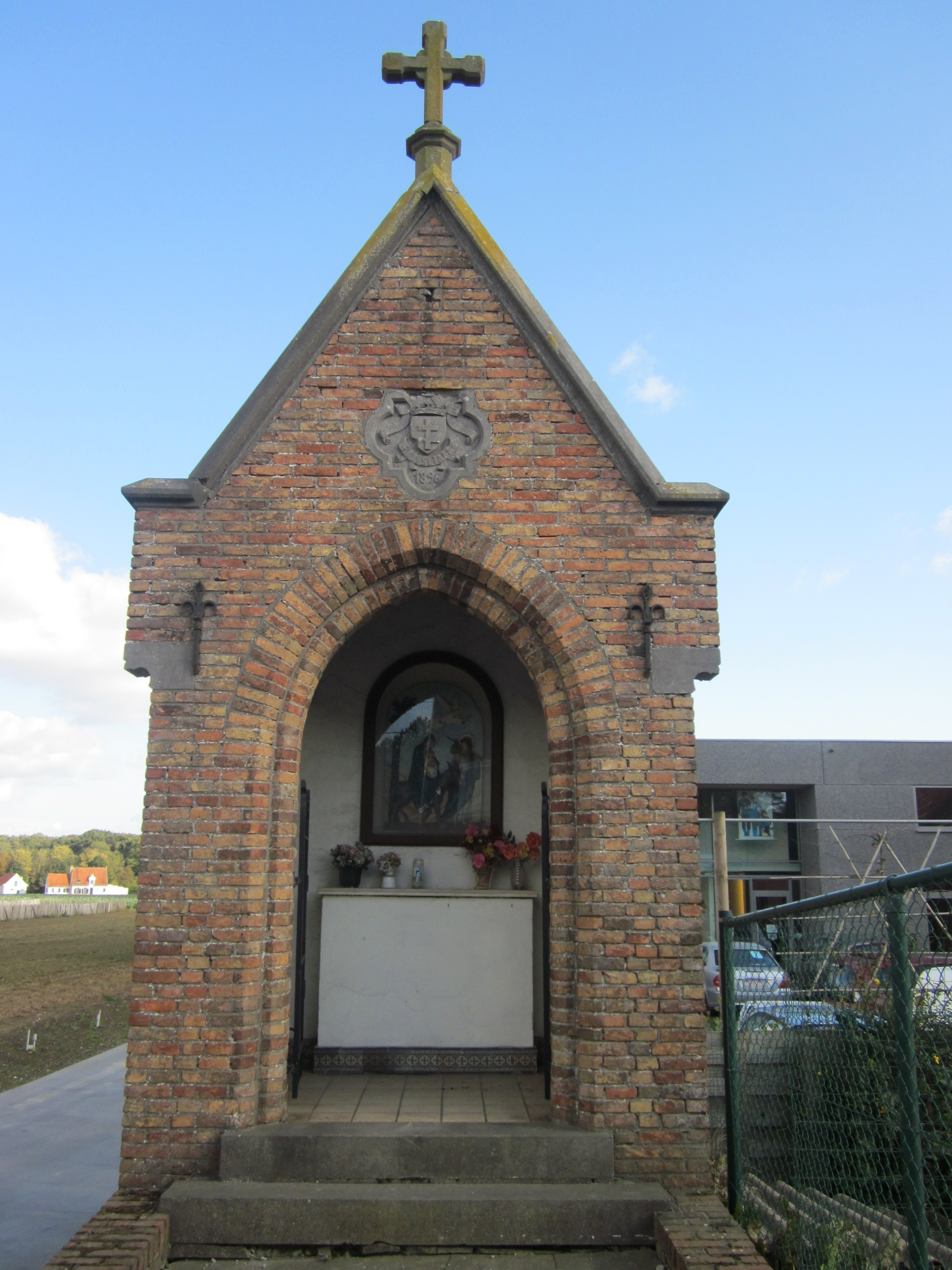
Een ommegangkapelletje

De ommegang is een groep van kapelletjes om de kern van het tot de West-Vlaamse gemeente Staden behorende dorp Westrozebeke.
Het betreft een ommegang van acht kapelletjes waarvan zeven de zeven smarten van Maria verbeelden, en het achtste een calvariekapel is.

## Geschiedenis
Hoewel volgens sommige auteurs de ommegang uit 1383 zou stammen en in 1384 door Filips de Stoute officieel zou zijn ingesteld, wordt eerder aan de 16e eeuw gedacht. In 1624 werden de kapelletjes hersteld en in 1628 werd de Broederschap van Onze-Lieve-Vrouw van de Zeven Weeën opgericht. In 1890 werden de kapelletjes herbouwd in neogotische trant. Alle kapelletjes op twee na werden verwoest tijdens de Eerste Wereldoorlog en in 1923 werden ze herbouwd naar ontwerp van A. Dugardyn.

## Kapelletjes
Alle acht kapelletjes hebben eenzelfde ontwerp: het zijn rechthoekige bakstenen kapelletjes onder zadeldak. Enkele wapenschilden geven aan door welke parochies de kapelletjes bekostigd zijn: Brugge, Menen, Roeselare en Oostnieuwkerke.
Tussen de vierde en de vijfde kapel bevindt zich een piëta in imitatierots.